# Gęstowarka
Gęstowarka – osada w Polsce, w województwie kujawsko-pomorskim, w powiecie lipnowskim, w gminie Skępe. 
Do 2023 miejscowość była częścią wsi Moczadła.
W latach 1975–1998 Gęstowarka administracyjnie należała do województwa włocławskiego.